# Obviation
L’obviation est un procédé grammatical propre aux langues algonquiennes. Elle s’exprime autant dans les verbes que dans les noms et ses déterminants. Ce procédé exprime la prééminence d’un acteur de 3e personne sur un autre acteur de 3e personne du genre animé. Ce cas sert à faire la différence entre plusieurs troisièmes personnes. En linguistique algonquienne, on fait souvent référence à cette catégorie comme étant la 4e personne. En général on appliquera l’obviation à celui qui est considéré comme moins important (personnage objet) dans un récit, alors qu’on gardera le plus important (personnage sujet) « intacte ». Mais c’est au narrateur que revient la décision de choisir celui qu’il veut mettre en évidence.

Exemple pour les langues algonquiennes: « Jean embrasse Marie, le fils de Steve » où Jean et Steve au nominatif et Marie et fils à l'obviatif. C'est-à-dire l'ajout d'un suffixe obviatif, habituellement « -n », « -an » ou « -on » s'il est terminé par une voyelle, par g, k, z ou une autre consonne. 